# Cantone di Marguerittes
Il Cantone di Marguerittes è una divisione amministrativa dell'arrondissement di Nîmes.
A seguito della riforma approvata con decreto del 24 febbraio 2014, che ha avuto attuazione dopo le elezioni dipartimentali del 2015, è passato da 8 a 7 comuni.

## Composizione
Gli 8 comuni facenti parte prima della riforma del 2014 erano:
- Bezouce
- Cabrières
- Lédenon
- Manduel
- Marguerittes
- Poulx
- Redessan
- Saint-Gervasy

Dal 2015 i comuni appartenenti al cantone sono i seguenti 7:
- Bouillargues
- Caissargues
- Garons
- Manduel
- Marguerittes
- Poulx
- Rodilhan